# カンタラーロム駅
カンタラーロム駅（カンタラーロムえき、タイ語:สถานีรถไฟกันทรารมย์ ）は、タイ王国東北部シーサケート県カンタラーロム郡にある、タイ国有鉄道東北線・南線の駅である。

## 概要
カンタラーロム駅は、タイ王国東北部シーサケート県の、人口10万人が暮らすカンタラーロム郡にある。ほぼ町の中心部に位置する為、利便性が良い。駅の正面側（南側）が、市街地である。バンコクから542.18km地点に位置し、特急列車利用で8時間程度である。二等駅であり1日に22本（11往復）の列車が発着し、その内訳は特急1往復、急行1往復、快速5往復、普通4往復である（特急列車を含む全列車が停車する）。

## 歴史
タイ最初の官営鉄道であるクルンテープ駅-アユタヤ駅間が1897年3月26日に開業した。1900年12月21日に当初の計画のナコンラチャシーマ駅まで開通した。そのしばらく後にウボンラーチャターニーまで路線を延長する事になり、1930年4月1日に当駅が開業した。
- 1897年3月26日【開業】クルンテープ駅 - アユタヤ駅 (71.08km)
- 1897年5月1日【開業】アユタヤ駅 - ケンコーイ駅 (54.02km)
- 1898年3月3日【開業】ケンコーイ駅 - ムワックレック駅 (27.20km)
- 1899年5月25日【開業】ムワックレック駅 - パークチョン駅 (27.63km)
- 1900年12月21日【開業】パークチョン駅 - ナコンラチャシーマ駅 (83.72km)
- 1922年5月1日【開業】ナコンラチャシーマ駅 - ターチャン駅 (21.75km)
- 1925年4月1日【開業】ターチャン駅 - ブリーラム駅 (90.62km)
- 1926年5月1日【開業】ブリーラム駅 - スリン駅 (43.73km)
- 1927年5月1日【開業】スリン駅 - フワイタップタン駅 (61.75km)
- 1928年8月1日【開業】フワイタップタン駅 - シーサケート駅 (33.59km)
- 1930年4月1日【開業】シーサケート駅 - ウボンラーチャターニー駅 (60.01km)

## 駅構造
単式ホーム1面1線をもつ地上駅であり、駅舎はホームに面している